# Panfiłowcy

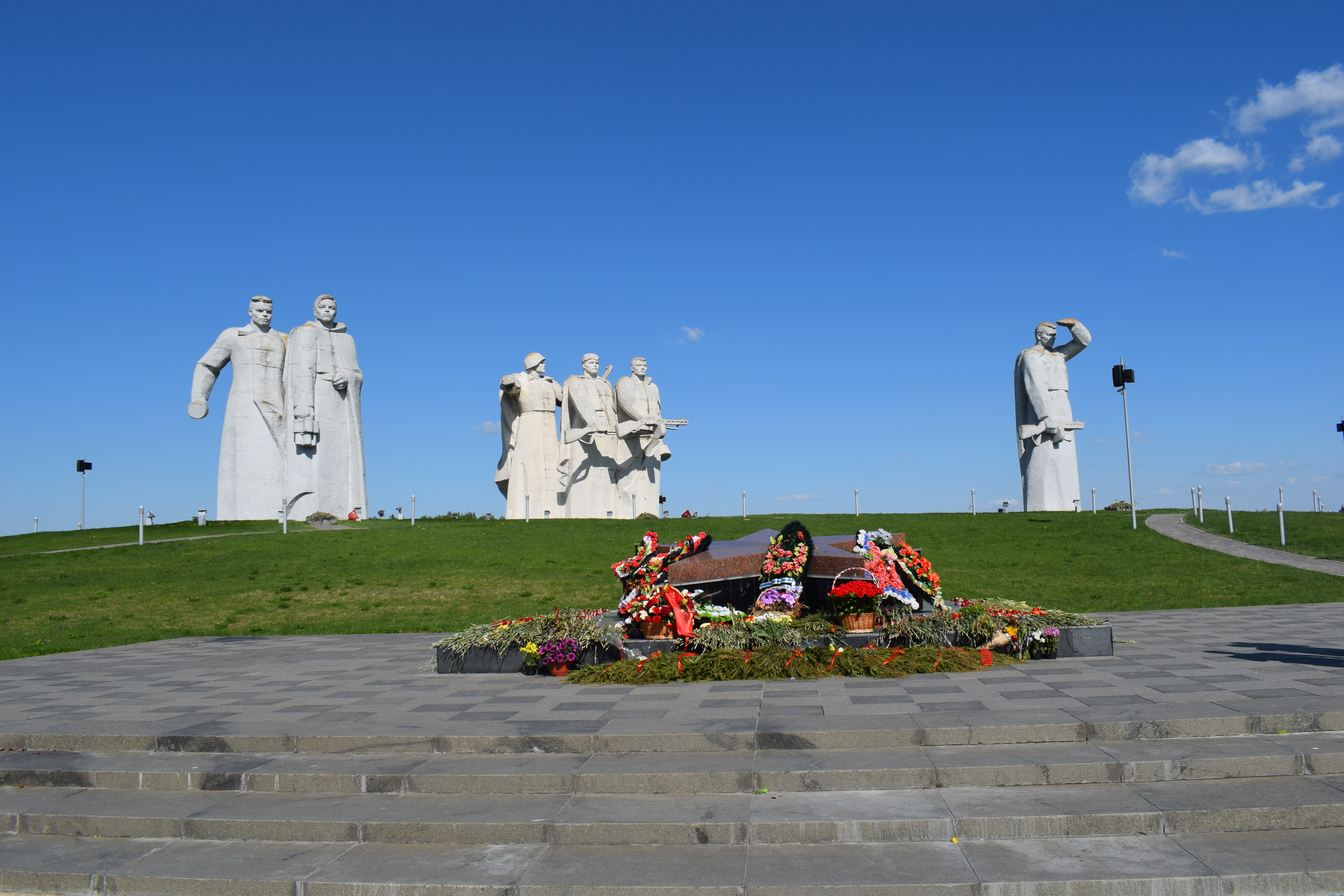
Pomnik panfiłowców we wsi Dubosiekowo

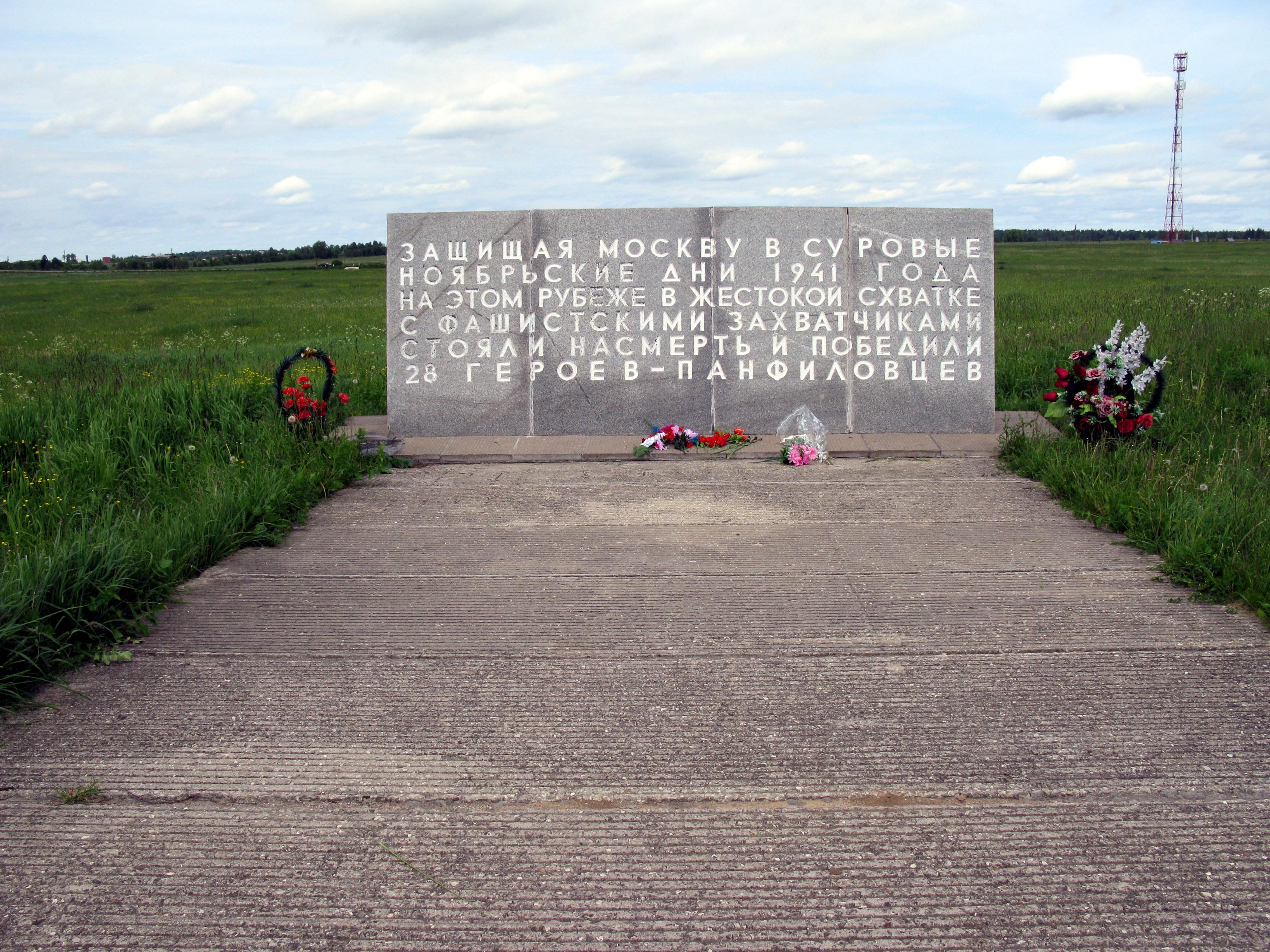
Tablica pamiątkowa o panfiłowcach we wsi Dubosiekowo

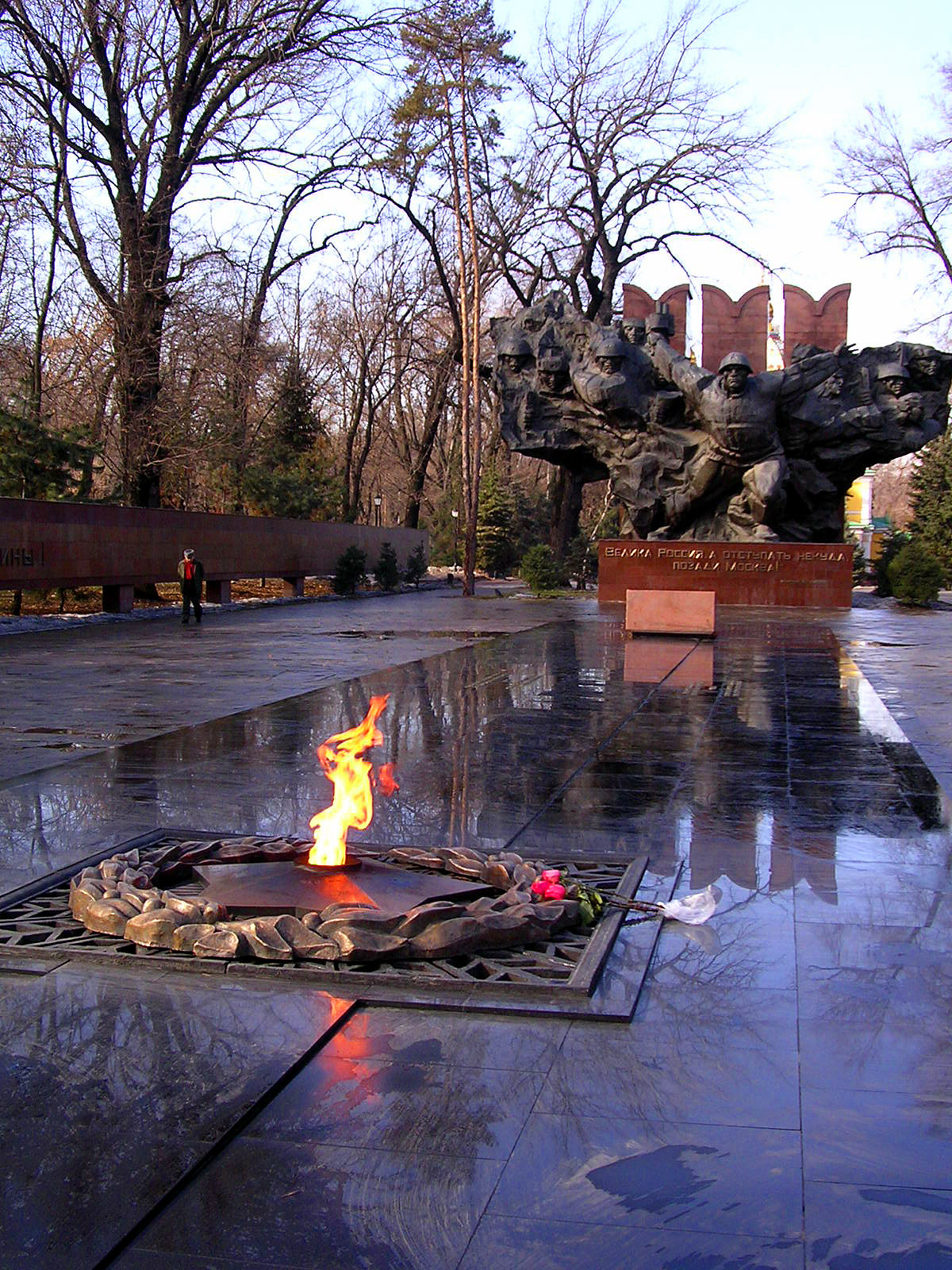
Pomnik panfiłowców w Ałmaty

Panfiłowcy – grupa 28 żołnierzy z czwartej kompanii 2 batalionu 1075 pułku piechoty 316. Dywizji Piechoty dowodzonej przez generała Iwana Panfiłowa (po śmierci dowódcy 18 listopada 1941 roku dywizja została przemianowana na 8. Dywizję Piechoty Gwardii). Dywizja walczyła wtedy w składzie 16. Armii dowodzonej przez generała Konstantego Rokossowskiego.
W czasie bitwy pod Moskwą podczas II wojny światowej, 6 listopada 1941 roku, żołnierze rzekomo zniszczyli 18 z 54 atakujących ich niemieckich czołgów (zabili od 70 do 800 żołnierzy) na przedmieściach Moskwy, w okolicach mijanki Dubosiekowo. Dowodzący panfiłowcami komisarz polityczny Dijew (vel Kłoczkow) miał wypowiedzieć przed walką słynne słowa: „Rosja jest wielka, ale cofać się nie ma gdzie – za nami jest Moskwa!”. Wszystkich 28 żołnierzy miało zginąć – pośmiertnie zostali odznaczeni tytułami Bohatera Związku Radzieckiego. Już w 1948 roku władze ZSRR wiedziały, że cała historia jest nieprawdą, ale aż do pieriestrojki była rozpowszechniana oficjalnie (dokumenty potwierdzające fałszywość historii były utajnione).
W rzeczywistości 16 listopada 1941 roku 1075. pułk (dowódca, pułkownik Ilia Kaprow) broniący Dubosiekowa i okolic został zaatakowany przez 11. Dywizję Pancerną Wehrmachtu i po ciężkich walkach zmuszony do odwrotu (Dubosiekowo było zajęte przez Niemców do 20 grudnia); 4. kompania (dowódca, kapitan Pawieł Gundilowicz) straciła ponad 100 żołnierzy.
24 listopada 1941 roku w sztabie 16. Armii przebywał korespondent wojenny (gazeta „Krasnaja zwiezda” – oficjalne pismo Armii Czerwonej) Wasilij Korotiejew. Spotkał tam komisarza 8. Dywizji Piechoty Gwardii Siergieja Jegorowa, który opowiedział mu, że słyszał od podległego mu komisarza, że 16 listopada grupa żołnierzy pod dowództwem komisarza Dijewa zaatakowana przez 54 czołgi walczyła do końca, a przed walką zostało rozstrzelanych 2 z nich, którzy chcieli się poddać.
Po powrocie do Moskwy Korotiejew opisał zasłyszaną historię redaktorowi naczelnemu Dawidowi Ortenbergowi, który spytał go, ilu żołnierzy liczyła ta grupa. Korotiejew odpowiedział (liczbę wymyślił), że 30, z których dwóch zostało rozstrzelanych. Ortenberg polecił Korotiejewowi opisać w gazecie zdarzenie, ale równocześnie kazał mu zmniejszyć liczbę rozstrzelanych przed walką do jednego. 27 listopada 1941 roku ukazał się artykuł Korotiejewa „Gwardziści w bitwie o Moskwę”, w którym podano, że zginęło wszystkich 28 gwardzistów, a Niemcy stracili 18 z 54 czołgów i 800 żołnierzy. Następnego dnia został opublikowany artykuł wstępny redaktora Aleksandra Kriwickiego „Chwała 28 bohaterów”, w którym dodano, że polegli żołnierze zostali pochowani w Dubosiekowie.
W styczniu 1942 roku na życzenie Ortenberga Kriwicki w towarzystwie Kaprowa, Gundilowicza i komisarza 1075. pułku Achmedżana Muhamiedarowa udali się do Dubosiekowa i znaleźli groby 6 żołnierzy, w tym komisarza 4. kompanii Wasilija Kłoczkowa (używał pseudonimu Dijew). Gundilowicz i Muhamiedarow ustalili listę 28 żołnierzy, którzy mieli walczyć i zginąć 16 listopada. 22 stycznia 1942 roku Kriwicki opublikował kolejny artykuł, w którym umieścił tę listę, dodał rzekome słowa Kłoczkowa/Dijewa: „Rosja jest wielka, ale cofać się nie ma gdzie; za nami jest Moskwa!”, a także wyjaśnił, że wszystkie okoliczności obrony i śmierci żołnierzy ujawnił jeden z 28. żołnierzy, Iwan Natarow, który ciężko ranny przeżył walkę i zmarł niedługo później w szpitalu polowym. Historia stała się popularna w Związku Radzieckim.
W maju 1942 roku pod zarzutem dobrowolnego poddania się wrogowi został aresztowany przez NKWD jeden z żołnierzy z powyższej listy, Danił Kużebergenow. Podczas przesłuchania zeznał, że 16 listopada 1941 roku po powrocie z tyłów (był gońcem) stracił przytomność od wybuchu pocisku, a gdy ją odzyskał, okazało się, że wokół są już Niemcy; potem uciekł z niewoli i walczył w szeregach Korpusu Kawalerii generała Dowatora. Wtedy enkawudziści kazali Kużebergenowowi podpisać oświadczenie, że nigdy nie walczył o Dubosiekowo (w „nagrodę” za ten podpis za pobyt w niewoli, otrzymał łagodniejszą karę służby w batalionie karnym, zamiast kary więzienia), a Muhamiedarow napisał list, że pomyłkowo umieścił na liście Daniła Kużebergenowa, zamiast poległego innego żołnierza, Askara Kużebergenowa (w późniejszych wydaniach listy panfiłowców pojawiało się to nazwisko; w liście żołnierzy służących w 1075. pułku jest wymieniany wyłącznie Danił Kużebergenow).
21 lipca 1942 roku wszyscy 28 panfiłowcy (w tym Askar Kużebergenow zamiast Daniła Kużebergenowa) otrzymali pośmiertnie tytuły Bohatera Związku Radzieckiego.
W listopadzie 1947 roku pod zarzutem kolaboracji z Niemcami został aresztowany mieszkaniec kirgiskiego miasta Kant Iwan Dobrobabin (jeden z 28 panfiłowców). Zeznał, że 16 listopada 1941 roku dostał się do niewoli niemieckiej, z której uciekł i dotarł do wsi Perekop w obwodzie charkowskim (tam się urodził, a przed wojną zamieszkał w Kancie). W Perekopie wstąpił do lokalnej policji pomocniczej przy niemieckiej administracji i szybko został jej komendantem. W 1944 roku uciekł od Niemców i pod fałszywym nazwiskiem wstąpił do Armii Czerwonej, w której walczył do końca wojny, a po demobilizacji (nadal używając fałszywego nazwiska) wrócił do Kanta, gdzie był jednym z fundatorów własnego pomnika (pomnik Iwana Dobrobabina, bohatera miasta). Dobrobabin otrzymał wyrok 15 lat więzienia.
Sprawa Dobrobabina spowodowała, że zadecydowano o rozpoczęciu oficjalnego śledztwa pod nadzorem Naczelnego Prokuratora Wojskowego ZSRR generała Nikołaja Afanasiewa. Śledczy ustalili, że wojnę przeżyło sześciu z 28 panfiłowców, oprócz Kużebergenowa i Dobrobabina, Grigorij Szemiakin i Iłarion Wasiliejew zostali ciężko ranni i trafili do szpitali (pomyłkowo zostali uznani za zabitych, później wrócili na front do innych jednostek; przykład Kużebergenowa zniechęcił ich do prób ujawnienia się), a Dmitryj Fomicz i Iwan Szadrin trafili do niemieckiej niewoli, którą przeżyli; natomiast Iwan Natarow poległ 14 listopada 1941 roku (pomyłkowo zapisano datę 16 listopada). Pułkownik Kaprow zeznał, że walka o Dubosiekowo nigdy nie wyglądała tak, jak opisali ją Korotiejew i Kriwicki. Kriwicki zeznał, że sam wymyślił szczegóły, które przedstawił w swoich tekstach. Korotiejew i Ortenberg zeznali, że opublikowali tekst z 27 listopada 1941 roku bez próby zbadania jego wiarygodności, ponieważ zależało im na jak najszybszej poprawie morale żołnierzy (a taki tekst mógł w tym pomóc). 10 maja 1948 roku Afanasiew opracował i przesłał Stalinowi i Żdanowowi raport ze śledztwa, w którego wnioskach stwierdził, że ostatnia walka 28 panfiłowców „nigdy się nie wydarzyła. Jest to czysta fantazja”.
Raport Afanasiewa został jednak utajniony i nadal rozpowszechniano historię Korotiejewa i Kriwickiego; w oficjalnej sześciotomowej „Historii Wielkiej Wojny Ojczyźnianej” z 1965 roku panfiłowcy mieli zniszczyć 18 czołgów i zabić 70 Niemców.
Podczas pieriestrojki żyjący nadal Iwan Dobrobabin złożył wniosek o rehabilitację uzasadniając go tym, że podczas służby w policji pomocniczej w Perekopie nikogo nie skrzywdził. Wniosek spowodował zainteresowanie opinii publicznej historią 28 panfiłowców, co doprowadziło ostatecznie do odtajnienia raportu Afanasiewa.